# Виненден
Виненден (њем. Winnenden) град је у њемачкој савезној држави Баден-Виртемберг. Једно је од 31 општинског средишта округа Ремс-Мур. Према процјени из 2010. у граду је живјело 27.543 становника. Посједује регионалну шифру (AGS) 8119085.

## Географски и демографски подаци
Виненден се налази у савезној држави Баден-Виртемберг у округу Ремс-Мур. Град се налази на надморској висини од 292 метра. Површина општине износи 28,0 km². У самом граду је, према процјени из 2010. године, живјело 27.543 становника. Просјечна густина становништва износи 982 становника/km².

## Међународна сарадња
| Мјесто                      | Држава    | Врста сарадње | Од    |
| --------------------------- | --------- | ------------- | ----- |
| Пилишчаба                   | Мађарска  | контакт       | 1984. |
| Албервил                    | Француска | партнерство   | 1969. |
| Санто Доминго де ла Калзада | Шпанија   | партнерство   | 1991. |
| Капачи                      | Италија   | контакт       | 1985. |
| Извор                       |           |               |       |